# Tanya Davis
Tanya Davis est une auteure-compositrice-interprète et poète canadienne née en 1979 à Summerside, Île-du-Prince-Édouard, et vivant à Halifax, Nouvelle-Écosse. Son style est surtout de la poésie spoken word avec de la musique.

## Biographie
Née à Summerside, Île-du-Prince-Édouard, elle déménageât à Ottawa pour un temps après son école secondaire pour aller à l'université et après, fit de l'auto-stop à la Colombie-Britannique, où elle a travaillé dans le développement de la communauté, avant de déménager à Halifax en 2005.
En 2011, elle fut nommée Lauréate pour poète du maire pour la municipalité régionale de Halifax.

## Carrière musicale
Peu après qu'elle déménageât à Halifax, Davis débutât à faire de la poésie 'spoken word' dans de différents cafés de la ville. Elle a enregistré son premier album, Make a List, qui fut nommé pour enregistrement féminin de l'année, enregistrement Alternative de l'année et Album de l'année aux Nova Scotia Music Awards, ainsi qu'une nomination pour Davis comme nouvelle artiste de l'année, ainsi que quatre nominations pour les trophées de MusicPEI. Elle a été nommée poète de l'année par le sondage de fin d'année 2007 des lecteurs de The Coast'.
Elle suit avec Gorgeous Morning en 2008.
Elle a fait une tournée du Canada et internationalement comme une poète et une musicienne, comme une artiste soliste ou avec Jenn Grant.
Davis s'est fait remarquer par la presse internationale en 2010 quand la vidéo de son poème How to Be Alone devint populaire sur YouTube. Ensuite, elle a sorti son troisième album, Clocks and Hearts Keep Going, en novembre 2010. L'album fut produit par Jim Bryson.

## Édition
Davis a écrit un livre de poèmes appelé At First, Lonely au printemps de 2011, publié par un éditeur canadien The Acorn Press.

## Vie privée
Davis a dit dans la presse qu'elle s'identifie comme queer.

## Discographie
- Make a List (2006)
- Gorgeous Morning (2008)
- Clocks and Hearts Keep Going (2010)